# واسکو تالیاوینی
واسکو تالیاوینی (انگلیسی: Vasco Tagliavini; ۱۷ اکتبر ۱۹۳۷ – ۳ ژوئیهٔ ۲۰۱۹) بازیکن فوتبال اهل ایتالیا بود.
از باشگاه‌هایی که در آن بازی کرده‌است می‌توان به باشگاه فوتبال اینتر میلان، باشگاه فوتبال نووارا، باشگاه فوتبال اودینزه، و باشگاه فوتبال فوجا اشاره کرد.